# Concentric
Concentric è un album discografico del gruppo musicale italiano Jennifer Gentle, pubblicato nel 2010.

## Tracce
1. Key
2. Land
3. Neon
4. Melt
5. Hunt
6. Scar
7. Halos
8. Yell

## Formazione
- Marco Fasolo - voce, chitarra, pianoforte
- Liviano Mos - tastiere, synth, flauto a coulisse
- Paolo Mongardi - batteria
- Andrea Garbo - voce su Yell